# Punta della Gragliasca
La Punta della Gragliasca (Pointe de Gragliasca in francese) è una montagna delle Alpi Biellesi alta 2.397 m. Si trova tra la Valle Cervo e la Valle del Lys ed interessa il comune di Fontainemore e un'isola amministrativa montana del comune di Sagliano Micca.

## Descrizione

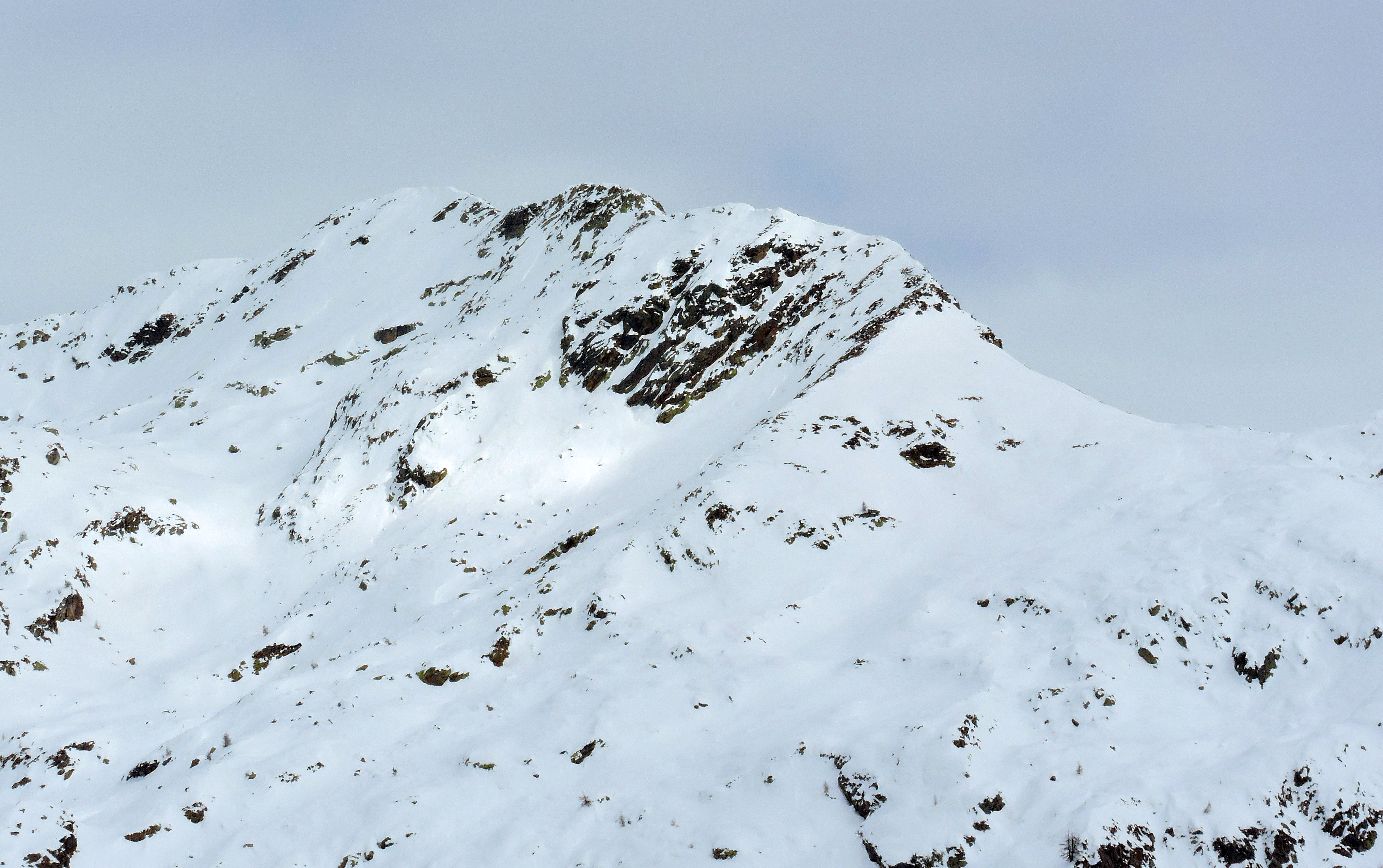
La punta Gragliasca d'inverno dal versante valdostano

È una montagna di rocce ed erba appartenente al crinale che dalla Punta Tre Vescovi prosegue verso sud dividendo il Biellese dalla Valle del Lys. 
È separata dalla Punta Gran Gabe dal Colle della Gragliasca, mentre una insellatura senza nome a quota 2.342 m la divide dal Monte Pietra Bianca.
Dalla cima parte verso est il costolone che separa il vallone del Torrente Pragnetta, che scende su Rosazza, da quello del Torrente Irogna, che scende a Piedicavallo.
Sulla carta IGM 1:25.000 viene indicata come "Punta Gragliasca" la montagna a quota 2.328 m che sorge circa 600 m a sud-est del colle, la quale però da tempo nelle pubblicazioni escursionistiche nonché nella cartografia ufficiale della Provincia di Biella risponde al nome di Punta Gran Gabe.

## Alpinismo e escursionismo
La via di accesso escursionistica più agevole percorre la cresta sud a partire dal Colle della Gragliasca, a sua volta facilmente accessibile (anche se con un dislivello notevole) per una bella mulattiera dalla frazione Pillaz di Fontainemore oppure da Rosazza. 
Per il crinale spartiacque Cervo-Lys transita l'Alta Via delle Alpi Biellesi, un trekking con caratteristiche in parte alpinistiche.